# 河内長野市家族殺傷事件
河内長野市家族殺傷事件（かわちながのしかぞくさっしょうじけん）は、2003年（平成15年）に大阪府河内長野市で発生した事件である。

## 事件の経過
2003年（平成15年）11月1日午前2時頃、大阪府河内長野市の会社員から 「息子がいきなり切りつけてきた」との119番通報があり救急隊が駆けつけると、1階で会社員の妻が首などを切られ倒れており(搬送先の病院で死亡)、2階で寝ていた次男や、長男を取り押さえようとした会社員も刺され重傷を負っていた。大学生の長男(18)は会社員の車で逃走したが、午前3時過ぎ、緊急配備中のパトカーに発見され緊急逮捕された。凶器の包丁は、犯行2、3日前にホームセンターで購入したと供述。同日、車に同乗していた高校1年の少女(16)が、自分も家族を殺そうと思い包丁を買ったと供述したため、殺人予備容疑で逮捕された。少年は犯行後、少女に電話をかけ一緒に逃げようと車に乗せていた。2人は幼馴染で交際中であり、9月ごろから交際を始めた。2人は10月初めごろから、お互いの家族を殺害する話を始め、頻繁に会って打ち合わせを重ねていた。また、殺害計画を実行に移す時期については事件当日前後に絞っていたという。2人が親密に話す姿は少年が通う大学構内や自宅近くの私鉄の駅、少女の自宅周辺で、たびたび目撃されていた。
少女は「２人で暮らしたかった。それにはそれぞれの両親が邪魔だった」と話し、事件後は「住まいを確保して一緒に暮らしても、事件を起こした以上、長続きしないことはわかっていた。最後は２人で死のうと考えた」と供述している。少年は事件直前に家族とトラブルを起こしていなかったという。「１人で自殺するのが怖かったので家族を道連れにしようと思った」などと供述している。
- 2人にはゴシックロリータ趣味、自傷癖という共通点があった[2]。
- 少年は猟奇殺人に関する本を好み、自分なら完全犯罪が出来ると友人に話していた。
- 少女はホームページで、詩やBL小説、日記や自身を撮影した画像などを公開していた[2]。
- 事件当日には、ホームページに「いってきます」「探さないで下さい」という主旨の記述をしていた。

## その後の経過
- 2003年（平成15年）11月2日午前、少年を大阪地検堺支部に送検。少女も午後送検[3]。
- 2003年（平成15年）11月20日、犯行時に刺殺した母親の財布を奪っていたことから、少年の容疑を殺人、同未遂から強盗殺人 、同未遂に切替え送検。少女も共同正犯として追送検[4]。また少年は、少女の家族殺害に協力する目的で包丁を購入していたため、少女の家族に対する殺人予備容疑でも追送検[4]。送検にあたって、大阪地検堺支部は犯行当時の精神状態などを調べるため、2人の簡易精神鑑定を実施。いずれも刑事責任能力に問題はなかったという鑑定結果となった[4]。
- 2004年（平成16年）3月18日、大阪家庭裁判所はいずれも医療少年院送致とする保護処分を決定。